# Pseudosterrha
Pseudosterrha là một chi bướm đêm thuộc họ Geometridae.